# Mantak Chia
Maestrul Mantak Chia (n. 4 aprilie 1944, Bangkok, Thailanda) este un maestru taoist thailandez de origine chineză, creatorul sistemului Universal Healing Tao și unul din cei mai activi promotori ai Taoismului și tehnicilor taoiste în lumea occidentală. Este creatorul centrului de antrenament și tratament Tao Garden Health Spa and Resort de lângă orașul Chiang Mai din Thailanda, unde vizitatori din întreaga lume pot învăța tehnicile de Qigong și Tai Chi și pot beneficia de expertiza unei echipe de medici chinezi și occidentali, cât și de o gamă largă de tratamente și activități de relaxare.
Împreună cu echipa de instructori seniori, maestrul Mantak Chia oferă cursuri de Chi Kung, Tai Chi și meditații vindecătoare taoiste atât pentru începatori cât si pentru cei car vor sa devina instructori Universal Tao, acest sistem numărând peste 1500 de instructori pe toate continentele lumii. În România sunt peste 30 de instructori Universal Tao în diferite orașe.

## Biografie
Mantak Chia s-a născut în 1944 într-o familie chineză. De la vârsta de șase ani, călugări budiști l-au învățat tehnici de liniștire a minții. În perioada când mergea la școala de gramatică, a învățat box thailandez și apoi Tai Chi Chuan de la maestrul Lu, care l-a inițiat și în aikidō.
Ani mai târziu, când era student la Hong Kong, un coleg de clasă i-a făcut cunoștință cu primul său profesor și maestru taoist, Master Yi Eng (I Yun). Astfel a început să învețe tehnici pentru activarea și eliberarea meridianelor corpului, practici pentru lucrul cu energia cât și practicile avansate de iluminare Kan și Li. Maestrul Yi Eng este cel care l-a autorizat să predea și să vindece.
În jurul vârstei de 21 de ani a început să studieze cu Master Meugi în Singapore, care l-a învățat Kundalini, Yoga taoistă și Buddha Palm. Mai târziu a învățat arta masajului profund abdominal Chi Nei Tsang de la dr. Mui Yimwattana în Thailanda.
Mai târziu a studiat cu maestrul Cheng Yao-Lun care l-a învățat metoda Shao-Lin a puterii interne. A învățat de asemenea secretele Nei Kung pentru organe, glande și măduva oaselor numite Bone Marrow Nei Kung. A studiat de asemenea cu maestrul Pan Yu al cărui sistem combina învățăturile taoiste, budiste și Zen.
Pentru a înțelege mai bine mecanismele din spatele energiei Chi a studiat de asemenea anatomie occidentală și Medicina timp de 2 ani.
În 1979 s-a mutat la New York, unde a fondat Centrul Universal Tao. În timpul șederii sale în America, a continuat să studieze stilul Wu de Tai Chi cu Edward Yee. A pregătit mai mulți instructori pentru a răspâdi tehnicile taoiste și a fondat Centrul de Vindecare Naturală în Thailanda.
De atunci, a învățat zeci de mii de studenți din întreaga lume și a pregătit și certificat peste 1500 de instructori. De asemenea, a susținut deschiderea a numeroase centre de terapie și practici alternative, institute de Chi Nei Tsang, centre Living Tao și forumuri de Cosmic Healing în America, Europa, Asia, Africa și Australia.
În 1994, Maestul Mantak Chia a revenit în Thailanda unde a început construirea centrului Tao Garden, sediul principal al sistemului Universal Healing Tao, la 15 mile distanță de orașul Chiang Mai.
A scris până acum 21 de cărți Universal Tao și estimează că va fi nevoie de 25 pentru a transmite întreaga învățătură a sistemului. În iunie 1990, la o cină în San Francisco a primit de la Congresul Internațional de Medicină Chineză distincția de "Maestru Qigong al anului", fiind primul destinatar al acestui premiu anual.
În decembrie 2000 au fost terminate lucrările la Tao Garden Health Resort și Centrul de antrenament Universal Tao.

## Tehnici predate
În cadrul sistemului Universal Tao, Maestrul Mantak Chia predă 7 nivele de Tai Chi Chuan, punând un accent deosebit pe primul nivel numit Tai Chi I sau Tai Chi Chi Kung. Acesta este de fapt 13 Forme stilul Yang, fiind o formă simplă repetată în toate cele 4 direcții care permite practicantului să se concentreze asupra principiilor de bază ale Tai Chi-ului precum înrădăcinarea, alternanța Yin-Yang, coordonarea mișcării cu respirația, relaxarea și mișcarea corpului ca o singură structură unitară în mod fluid, circular și continuu. Celelalte 6 nivele aparțin unor stiluri diferite și unele au o finalitate marțială mai clară, printre care și Tai Chi-ul cu sabia.
De asemenea, un rol foarte important îl au meditațiile vindecătoare taoiste: Surâsul Interior, Cele șase sunete vindecătoare, Orbita microcosmică și Respirația aurie. Pe lângă acestea, maestrul mai predă și Tan Tien Chi Kung, Chi Kung-ul pentru măduva oaselor și Cămașa de Fier sau Iron Shirt Chi Kung, precum și tehnici de alchimie taoistă avansate (Fuziunile, Kan și Li) și practicile taoiste pentru cultivarea energiei sexuale. Nu există nicio dovadă că energiile postulate de taoism ar exista în mod real.
O altă categorie de tehnici o reprezintă Tao Yin-ul și Yin Yoga, exerciții pentru îmbunătățirea flexibilității, eliminarea tensitunilor dar și pentru întăriea tendoanelor.
Se mai predau de asemenea și numeroase tehnici de vindecare precum masajul abdominal profund pentru vindecarea organelor interne (Chi Nei Tsang), masajul Karsai Nei Tsang și Vindecarea cosmică (Cosmic Healing).

## Cărți
- Awaken Healing Energy of the Tao - 1983
- Taoist Secrets of Love: Cultivating Male Sexual Energy co-authored with Michael Winn - 1984.
- Taoist Ways to Transform Stress into Vitality -1985
- Chi Self-Massage: the Tao of Rejuvenation - 1986
- Iron Shirt Chi Kung I - 1986
- Healing Love Through the Tao: Cultivating Female Sexual Energy - 1986
- Bone Marrow Nei Kung - 1989
- Fusion of the Five Elements I - 1990
- Chi Nei Tsang: Internal Organ Chi Massage - 1990
- Awaken Healing Light of the Tao - 1993
- The Inner Structure of Tai Chi co-authored with Juan Li - 1996
- Multi-Orgasmic Man co-authored with Douglas Abrams 1996 - published by Harper/Collins
- Tao Yin - 1999
- Chi Nei Tsang II - 2000
- Multi-Orgasmic Couple co-authored with Douglas Abrams 2000 - published by Harper/Collins
- Cosmic Healing I - 2001
- Cosmic Healing II co-authored with Dirk Oellibrandt - 2001
- Door of all Wonders co-authored with Tao Haung - 2001
- Sexual Reflexology co-authored with W.U. Wei - 2002
- Elixir Chi Kung - 2002
- Tan Tien Chi Kung - 2002
- Cosmic Fussion - 2003
- Karsai Nei Kung - 2003